# Hydroptila libanica
Hydroptila libanica är en nattsländeart som beskrevs av Dia och Lazar Botosaneanu 1983. Hydroptila libanica ingår i släktet Hydroptila och familjen smånattsländor. Inga underarter finns listade i Catalogue of Life.